# Man We Was Lonely
Man We Was Lonely è un brano di Paul McCartney pubblicato come traccia di chiusura della prima facciata del suo eponimo album del 1970, il suo secondo album da solista (dopo The Family Way del 1967) ed il suo primo dallo scioglimento dei Beatles. Nella canzone appare come corista la moglie Linda Eastman, sposata il 20 marzo 1969, l'unica altra persona ad apparire sul 33 giri. È stata inclusa nella compilation Wingspan: Hits and History, sul secondo disco, intitolato History.

## Il brano
Man We Was Lonely venne scritta e registrata, nello stesso giorno, il 25 febbraio 1970. Paul McCartney, autore del brano, ricorda che il ritornello venne scritto nel letto di casa sua, poco prima che finissero le registrazioni dell'album; la parte mediana venne composta molto velocemente a pranzo, e la canzone venne registrata nel pomeriggio. È stata considerata dal compositore inglese come il primo duetto fra lui e Linda, anche se nella precedente Junk già c'è l'apparizione della moglie come corista. Il testo parla, così come Every Night e Maybe I'm Amazed, della vulnerabilità di McCartney dopo lo scioglimento dei Beatles, e di come la partenship con Lennon si sia spostata sulla Eastman.
Venne registrata nello Studio 2 degli Abbey Road Studios di Londra. Qui McCartney, sotto lo pseudonimo di Billy Martin, stava ritoccando l'eponimo album, mentre, contemporaneamente, in un altro studio il produttore Phil Spector modificava radicalmente l'album Let It Be, tanto che Paul rimase atterrito negativamente dal risultato. La traccia di base venne registrata in 12 nastri tra le 11.30 e le 14.15, mentre vennero aggiunte le sovraincisioni tra le 3.15 e le 21.00. La traccia venne mixata nella serata.

## Formazione
- Paul McCartney: voce, chitarra, steel guitar, basso elettrico, batteria
- Linda McCartney: cori[1]